# NN Serpentis
NN Serpentis (abreujat NN Ser) és un sistema de binària postenvoltura comuna eclipsant a uns 1670 anys llum de distància. El sistema consta d'una nana blanca i una nana vermella que s'eclipsen. Les dues estrelles orbiten mútuament cada 0,13 dies.

## Sistema planetari
Diversos equips han deduït que existeix un sistema planetari al voltant de NN Ser. Tots aquests equips es basen en el fet que la Terra es troba al mateix pla que el sistema estel·lar binari NN Serpentis, de manera que els humans poden veure la nana vermella més gran eclipsar la nana blanca cada 0,13 dies. Aleshores, els astrònoms són capaços d'utilitzar aquests eclipsis freqüents per detectar un patró de petites però significatives irregularitats en l'òrbita de les estrelles, que es podrien atribuir a la presència i la influència gravitatòria dels planetes circumbinaris.

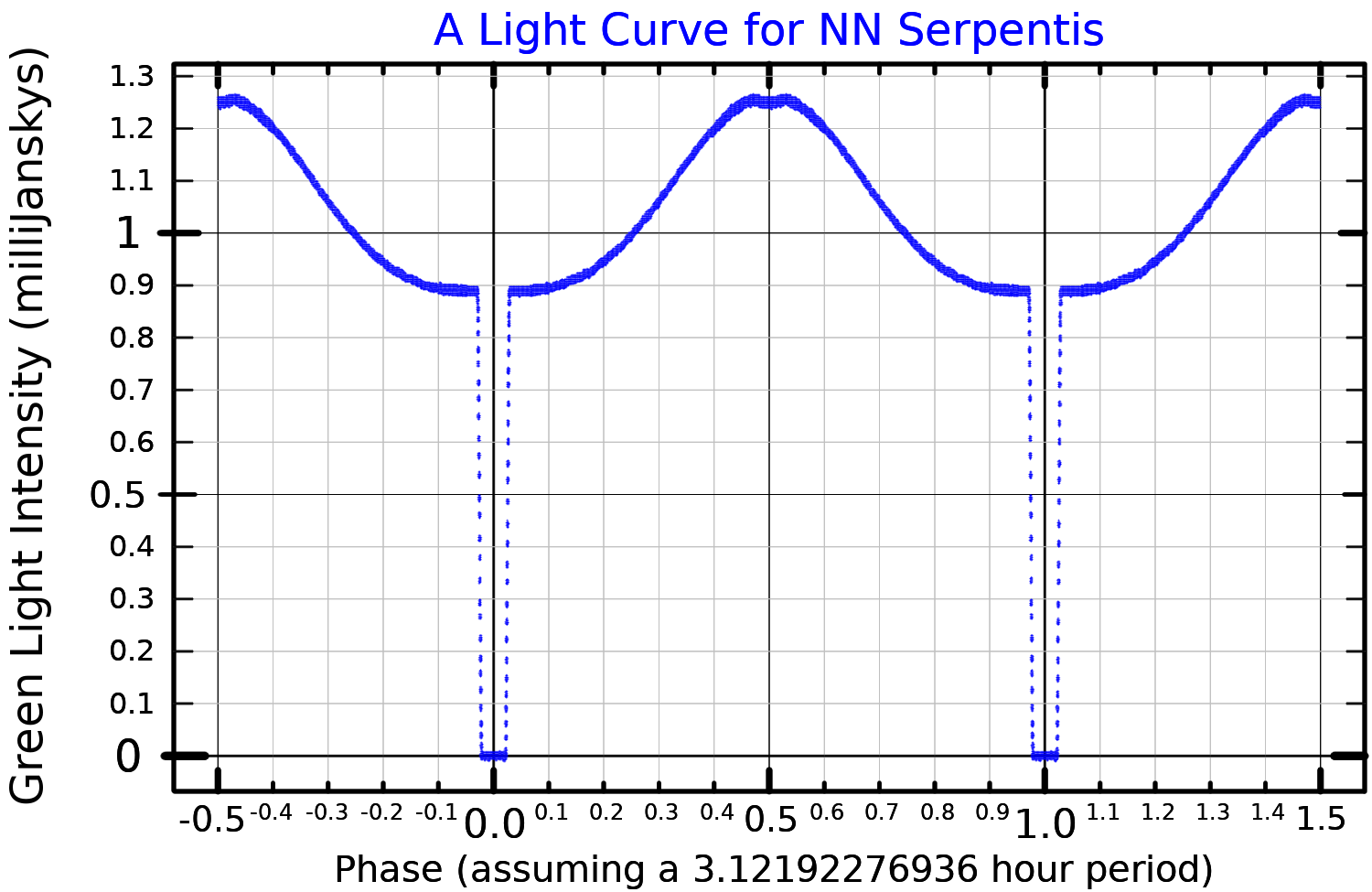
Una corba de llum verda per a NN Serpentis, adaptada de Parsons et al. (2010)

Chen (2009) va utilitzar aquestes "variacions de temps de l'eclipsi" per suggerir un període orbital putatiu que abasta entre 30 i 285 anys i una massa mínima entre 0,0043 i 0,18 Masses solars
A finals de 2009, Qian va estimar una massa mínima de 10,7 masses de Júpiter i un període orbital de 7,56 anys per a aquest planeta, probablement situat a 3,29 Unitats Astronòmiques. Des d'aleshores, això s'ha desmentit amb més mesures dels temps d'eclipsi de les estrelles binàries.
A finals de 2009 i 2010, investigadors del Regne Unit (Universitat de Warwick i la Universitat de Sheffield), Alemanya (Georg-August-Universitat a Göttingen, Eberhard-Karls-Universitat a Tübingen), Xile (Universitat de Valparaíso) i els Estats Units States (Universitat de Texas a Austin) va suggerir que les variacions de temps de l'eclipsi són causades per dos planetes gegants gasosos. El gegant gasós més massiu té unes 6 vegades la massa de Júpiter i orbita l'estrella binària cada 15,5 anys, l'altra òrbita cada 7,75 anys i té unes 1,6 vegades la massa de Júpiter.
Tots els models planetaris publicats no han pogut predir els canvis en el temps de l'eclipsi des del 2018, cosa que suggereix que pot ser necessària una explicació diferent per a les variacions del temps de l'eclipsi.
| Companya (per ordre des de l'estrella) | Massa          | Semieix major (ua) | Període orbital (day) | Excentricitat | Inclinació | Radi |
| -------------------------------------- | -------------- | ------------------ | --------------------- | ------------- | ---------- | ---- |
| d (controversial)                      | 2.28 ± 0.38 MJ | 3.39 ± 0.1 AU      | 2830 ± 130 days       | 0.2 ± 0.02    | ?          | ?    |
| c (controversial)                      | 6.91 ± 0.54 MJ | 5.38 ± 0.2         | 5660 ± 165 days       | 0             | ?          | ?    |